# Louise Burgaard
Louise Katharina Burgaard Madsen (* 17. Oktober 1992 in Esbjerg) ist eine dänische Handballspielerin.

## Karriere
Louise Burgaard begann mit fünf Jahren das Handballspielen bei Vinding SF. Im Jahr 2006 wechselte sie zu Fredericia HK. Im Jahr 2010 unterschrieb die Rückraumspielerin einen Vertrag bei KIF Vejen, mit dem sie in der Saison 2010/11 am EHF-Pokal teilnahm. Im Jahr 2011 schloss sie sich Team Tvis Holstebro an. Mit TTH gewann sie 2013 den EHF-Pokal. Ab der Saison 2013/14 spielte sie bei Viborg HK. Mit Viborg gewann sie 2014 den Europapokal der Pokalsieger sowie die dänische Meisterschaft. Ab dem Sommer 2015 stand sie beim FC Midtjylland Håndbold unter Vertrag, der sich im Jahre 2018 in Herning-Ikast Håndbold umbenannte. Mit Midtjylland gewann sie 2015 den dänischen Pokal. Ab der Saison 2019/20 stand sie beim französischen Erstligisten Metz Handball unter Vertrag. Mit Metz gewann sie 2022, 2023 und 2024 die französische Meisterschaft sowie 2022, 2023 und 2024 den französischen Pokal. Nach der Saison 2023/24 wechselte sie zum dänischen Erstligisten Odense Håndbold. Mit Odense Håndbold gewann sie 2025 die dänische Meisterschaft. Seit dem Juli 2025 pausiert sie schwangerschaftsbedingt.
Burgaard gewann bei der U-17-Europameisterschaft 2009 sowie bei der U-19-Europameisterschaft 2011 die Goldmedaille und wurde bei beiden Turnieren in das All-Star-Team gewählt. Burgaard bestritt bislang 183 Länderspiele für die dänische A-Nationalmannschaft, in denen sie 379 Treffer erzielen konnte. Mit Dänemark belegte sie den 4. Platz bei der Weltmeisterschaft 2011. Im Sommer 2012 nahm sie an den Olympischen Spielen in London teil. Ihr bislang größter Erfolg war der Gewinn der Bronzemedaille bei der Weltmeisterschaft 2013, bei der sie in neun Partien insgesamt 25 Treffer erzielte. Bei der Weltmeisterschaft 2021 gewann sie die Bronzemedaille. Im darauffolgenden Jahr unterlag sie mit Dänemark das Finale der Europameisterschaft gegen Norwegen. Burgaard erzielte im gesamten Turnier 20 Treffer. Bei der Weltmeisterschaft 2023 gewann sie erneut die Bronzemedaille. Burgaard erzielte im Turnierverlauf 22 Treffer und wurde in das All-Star-Team berufen. Bei den Olympischen Spielen in Paris gewann sie die Bronzemedaille.